# بيرسي (كيبك)
بيرسي (بالإنجليزية: Percé, Quebec)‏ هي بلدية محلية في كيبيك تقع في كندا في Le Rocher-Percé Regional County Municipality. يقدر عدد سكانها بـ 3,312 نسمة ومساحتها 550.30 كم2 .

## أعلام
- إدموند جيمس فلين
- فريدريك جيمس